# Dennis Darling
Dennis Darling (* 6. Mai 1975 in Nassau) ist ein ehemaliger bahamaischer Sprinter, der sich auf den 400-Meter-Lauf spezialisiert hatte.
Mit der bahamaischen 4-mal-400-Meter-Staffel belegte er bei den Olympischen Spielen 1996 den siebten Rang. Bei den Leichtathletik-Weltmeisterschaften 1997 in Athen startete er über 400 m, kam jedoch nicht über die Vorrunde hinaus. Außerdem lief er mit der 4-mal-100-Meter-Staffel in der ersten Qualifikationsrunde mit einer Zeit von 39,09 s einen Landesrekord. Die Staffel schied später jedoch im Halbfinale aus.
Den größten Erfolg seiner Karriere feierte er bei den Leichtathletik-Weltmeisterschaften 2003 in Paris mit dem Gewinn der Bronzemedaille in der 4-mal-400-Meter-Staffel. Ursprünglich hatte Darling gemeinsam mit Avard Moncur, Nathaniel McKinney und Chris Brown in 3:00,53 min den vierten Platz hinter den Staffeln der Vereinigten Staaten, Frankreichs und Jamaikas belegt. Nach der nachträglichen Disqualifikation der US-amerikanischen Staffel wegen eines Dopingvergehens ihres Läufers Calvin Harrison rückte die bahamaische Mannschaft jedoch in der Wertung auf den dritten Rang vor.
Bei den Leichtathletik-Hallenweltmeisterschaften 2004 in Budapest wurde Darling mit der Staffel Fünfter. Außerdem war er Mitglied der bahamaischen 4-mal-400-Meter-Staffel die bei den Olympischen Spielen 2004 in Athen den sechsten Rang belegte, wurde selbst jedoch nur in der Qualifikationsrunde eingesetzt.
Dennis Darling hatte bei einer Körpergröße von 1,83 kg ein Wettkampfgewicht von 77 kg. Nach seiner aktiven Laufbahn nahm er eine Tätigkeit als Leichtathletiktrainer an der University of Texas–Pan American auf. Seine Ehefrau Tonique Williams-Darling und sein Cousin Frank Rutherford waren ebenfalls erfolgreiche Leichtathleten. Sein jüngerer Bruder Devard Darling spielt als Wide Receiver in NFL.

## Bestleistungen
- 400 m: 45,83 s, 21. Juni 2003, Freeport